# Chiesa di San Pietro in Castra
La Chiesa di San Pietro è un edificio religioso di Castra, frazione del comune di Capraia e Limite.

## Storia e descrizione
La chiesa di San Pietro a partire dal XIV secolo, figura negli elenchi delle chiese dipendenti dalla pieve di Limite ed era inserita all'interno del districtus pistoiese..
Il fonte battesimale venne inserita nel 1663, e alla fine del secolo la chiesa di Castra acquisì il titolo di prioria. Durante la Seconda Guerra Mondiale, l'antica chiesa fu parzialmente distrutta e negli anni '80 venne costruita una nuova chiesa con struttura di cemento armato in un sito differente, non lontano dal piccolo centro abitato del paese.